# Disco stroboscopico

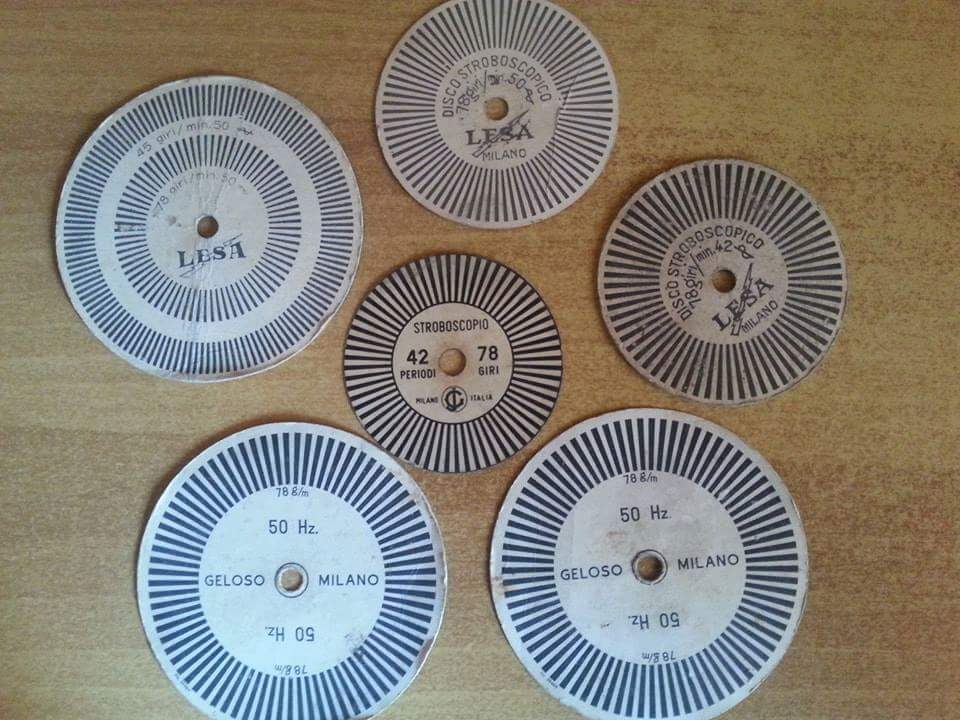
Alcuni dischi stroboscopici della Lesa e Geloso

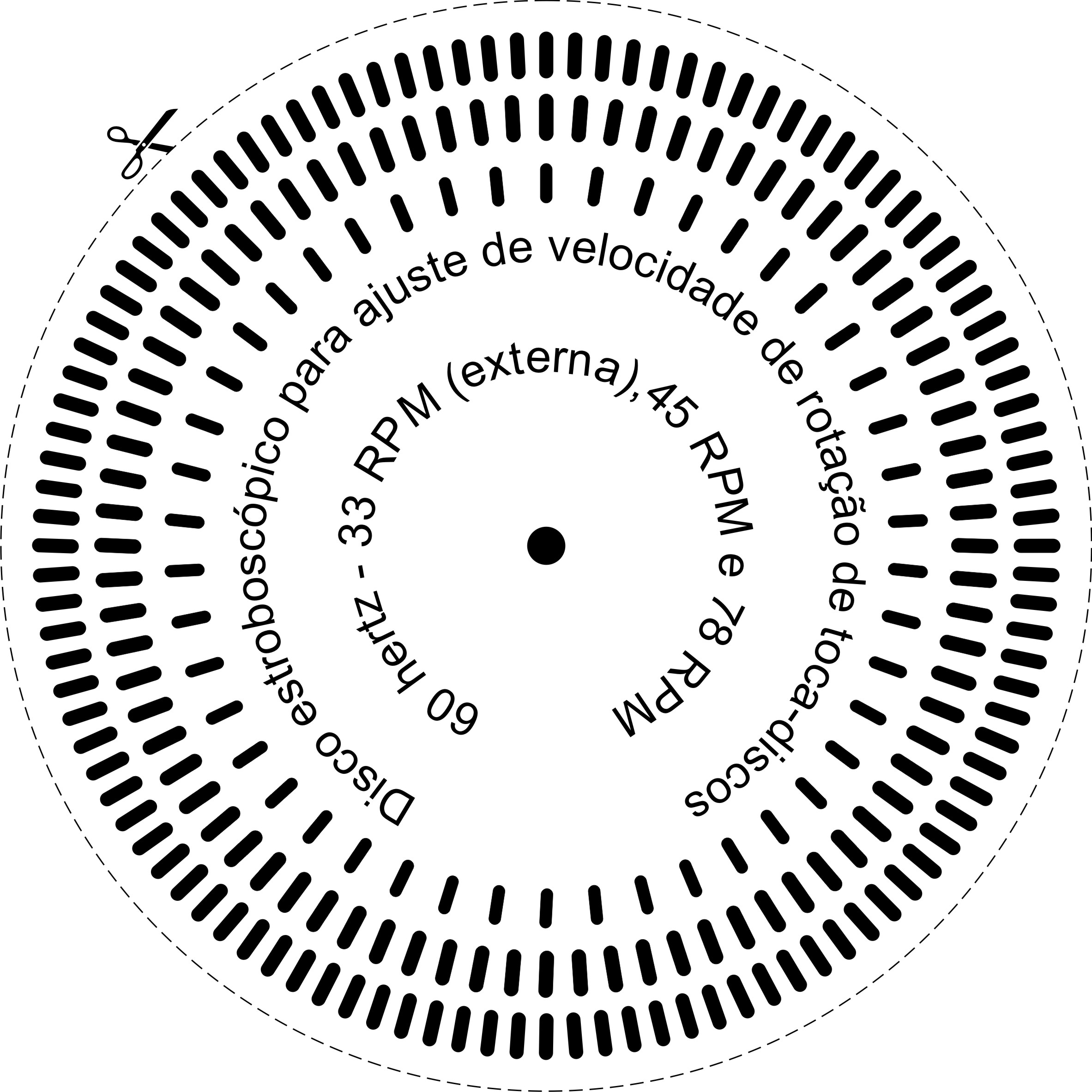
Disco stroboscopico

Il disco stroboscopico era uno strumento utilizzato per controllare la corretta velocità di un giradischi.

## Funzionamento
Il principio di funzionamento si basa sull'effetto stroboscopico. In pratica su di un disco, a seconda del numero di giri da controllare (45, 33 o 78), vengono disegnate un certo numero di tacche. 
Facendo girare il disco sul piatto illuminato con una comune lampada ad incandescenza (la quale pulsa al doppio della frequenza di rete quindi, in Italia, 100 Hz) si possono avere tre risultati interpretabili a seconda di come appaiono le tacche:
1. Se appaiono ferme, la velocità è esatta
2. Se sembrano avanzare in senso orario, la velocità è troppo alta
3. Se sembrano avanzare in senso antiorario, la velocità è troppo bassa

Il numero n delle tacche è dato dalla seguente formula:
{\displaystyle {n=}{f\times 60\times 2 \over \omega }}
dove f è la frequenza della rete elettrica in Hz e ω è la velocità angolare da controllare in giri/min (33,45,78).